# Ascochyta sonchi
Ascochyta sonchi är en svampart som först beskrevs av Henn., och fick sitt nu gällande namn av Hans Sydow 1929. Ascochyta sonchi ingår i släktet Ascochyta, ordningen Pleosporales, klassen Dothideomycetes, divisionen sporsäcksvampar och riket svampar.   Inga underarter finns listade i Catalogue of Life.